# Walery Siejtbatałow
Walery Siejtbatałow (ur. 1965) – polski niepełnosprawny artysta malarz, samouk. Specjalizuje się w malowaniu ustami. W swoim dorobku artystycznym ma ponad trzysta obrazów.

## Biografia
Urodził się w miejscowości Denisovka obwodzie kustanajskim w Kazachstanie w polsko-kazachskiej rodzinie. Jego matka jest Polką (z domu Szpak), a ojciec - Tatarem. Przez długie lata pracował jako fotograf. Latem roku 1997 po niefortunnym skoku do wody doznał urazu kręgosłupa szyjnego i stał się osobą niepełnosprawną. Po wypadku odkrył w sobie talent malarski. Trzymając w ustach pióro lub kredki zaczął tworzyć liczne obrazy o różnej tematyce, wśród nich obrazy religijne, pejzaże, portrety, żywa natura. Jego twórczość szybko przyniosła mu rozgłos. W 2008 roku obrazy Walerego zostały nagrodzone na Międzynarodowej Wystawie Artystów Niepełnosprawnych w Moskwie.
W 2000 roku rodzice Walerego wystąpili do polskiego Ministerstwa Spraw Zagranicznych o możliwość repatriacji do Polski. W 2010 roku dostali stosowne dokumenty i opuścili Kazachstan. Osiedlili się w Szczecinie.
W 2012 roku Walery został przyjęty do Światowego Związku Artystów Niepełnosprawnych Malujących Ustami i Nogami w Liechtensteinie. Współpracuje również z wydawnictwem "AMUN". Swoje obrazy wystawiał m.in. w Teatrze Współczesnym, Muzeum Regionalnym w Międzychodzie, Domu Polonii w Warszawie, dworku Gusthaus Ramin w Niemczech.